# Baguai
Baguai (Bagwai) é uma área de governo local e localidade da Nigéria situada no estado de Cano. Compreende uma área de 425,8 quilômetros quadrados e segundo censo de 2006 havia 224 700 habitantes.